# Construction automobile tarnaise
Construction Automobile Tarnaise était une entreprise française de construction automobile dans le département du Tarn.

## Historique
En 1911, Raymond Bellegarde, mécanicien à Rabastens crée la société « Construction Automobile Tarnaise » (CAT) qui a pour objet la fabrication de cycles, d’automobiles (voiturettes) et même d’aéroplanes, comme indiqué sur l'en-tête des factures. Le sigle de la marque était l'acronyme CAT. 
La production de cette société est connue grâce à son catalogue de 16 pages. Imprimé dans un format à l’italienne oblong (23,5 × 15,5 cm). Ce livret sous couverture souple présente le vade-mecum de l’entreprise : avant-propos, conditions générales de vente, description des voiturettes, illustrations des quatre modèles, des pièces internes, moteur, essieu, direction, boite de vitesses, pont, châssis et même radiateur. Le dessinateur E.Riess effectue pour chaque planche du catalogue un dessin clair des différentes pièces. 
La production d’automobile par R. Bellegarde, loin de tenter de concurrencer les grandes marques nationales se positionne sur un secteur bien particulier : les voiturettes. Il propose une voiturette souple, légère, robuste, solide, élégante, silencieuse, bon marché. Le seul point négatif de sa voiture est la vitesse, qui ne peut excéder 35  à   40 kilomètres par heure. Il transforme alors cet inconvénient en atout, [cette vitesse est limitée] pour économiser des pneus, la terreur des acheteurs. Le positionnement est donc bien délimité, une voiture à deux places, à la puissance modérée, mais à un prix abordable. Le prix des modèles, tout équipés varie entre 3 900 francs pour le modèle 0-4 (Phaéton) à 5 000 francs pour le L-4 (conduite intérieure).
La raison de cette économie de coût est l’adaptation d’un même châssis et moteur pour les quatre modèles proposés.
Le modèle d’entrée de gamme 0-4 peut être livré nu, c'est-à-dire le châssis seul avec roues en bois (sans pneus), moteur et siège, mais sans carrosserie, ce qui diminue le prix d’environ 25%. Les trois autres modèles sont vendus carrossés et la couleur de la peinture reste au choix de l’acquéreur. Pour l’ensemble de la gamme, les accessoires sont compris dans le prix : capote, pare-brise, lanternes avant et arrière, cric, clefs, cornet (klaxon), nécessaire de réparation, burette, pompe. 
Les ateliers de Rabastens sont suffisamment équipés pour monter les châssis, l’ensemble des composantes et les carrosseries. En revanche, nombre de pièces ne sont pas fabriquées sur place : les pneus (Bellegarde possède la licence des pneus Continental pour ses voitures), les lanternes, moteurs, magnéto d’allumage, boite de vitesses, pont, etc. Malgré la relative simplicité des moteurs de l’époque, une fonderie, et diverses machines-outils étaient nécessaires, et seules des grandes usines possédaient ces équipements. Le garage de Rabastens, pas plus qu’aucun autre dans la région, surtout en 1911, ne possédait ces installations. Plus probablement, Bellegarde achetait des moteurs d’autres marques et les faisait installer sur des châssis conçus dans ses ateliers.
Les voitures avaient un moteur à quatre cylindres avec 8 chevaux de puissance. La meilleure vitesse de pointe mesurée était de 48 kilomètres  par heure. La magnéto d’allumage fait l’objet d’un livret remis à l’acquéreur pour son utilisation optimum. La transmission est à cardan, le châssis des quatre modèles en tôle d’acier emboutie mesure 3,15 m de long sur 1,15 m de large et un empâtement de 2,30 m. Les suspensions sont à grandes lames de ressorts. Le radiateur de cuivre rouge comporte un thermo-siphon et bien entendu un ventilateur. Le pont arrière oscillant à gros arbre en acier chromé possède un différentiel à satellites d’angles ainsi que des roulements à billes annulaires, tout comme l’essieu avant. Les roues sont en bois cerclées d’une jante en acier sur laquelle est posé le pneu. Deux systèmes de freins cohabitent, l’un à l’avant, à pied à serrage extensible, l’autre à main, à l’arrière. L’arbre de direction est constituée d’une vis sans fin. Enfin, la carrosserie est faite de tôle martelée et moulurée, avec garnitures de cuir, parquet et marchepied en linoleum bordé de cuivre. 
L’automobile et son châssis, ainsi que la disposition de ses organes a fait l’objet d’une demande de brevet. Présentée au salon de Paris en 1911, la CAT (nom de la voiturette) obtient la médaille d’or dans sa catégorie.

## Bilan
Le bilan de cette expérience de construction de véhicules automobiles dans le Tarn est difficile à tirer. Compte tenu de sa faible puissance sur route, la voiturette CAT n’a pas obligatoirement nécessité de demande d’immatriculation, en effet, les registres ne recensent exclusivement que les automobiles capables, selon les dispositions des décrets du 10 mars 1899 et du 10 septembre 1901, de dépasser les 30 km/h en palier , ce qui selon les mesures effectuées peut ou pas être le cas de la CAT. Il est donc presque impossible de connaitre le nombre de voitures sorties de l’atelier. Aucune en tout cas n’a été retrouvée dans les archives du service des mines, responsable des immatriculations pour l’arrondissement de Toulouse.